# Oiran

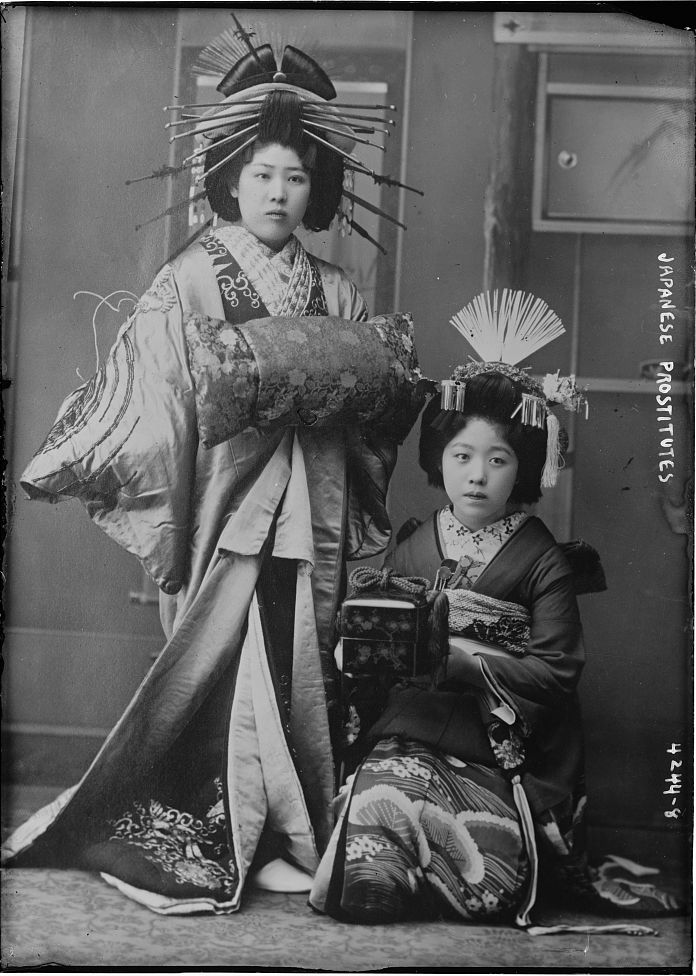
Fotografia d'una Oiran i la seva minyona, any 1917

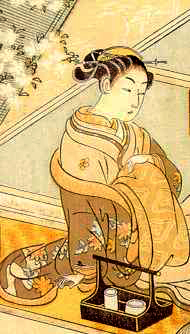
Una oiran seient amb un client, ukiyo-e impresa per Suzuki Harunobu (1765).

Les Oiran eren cortesanes japoneses, considerades com una mena de "dones de plaer" o prostitutes. Tanmateix, eren considerades artistes i moltes esdevenien celebritats fins i tot fora dels districtes de plaer. El seu art i forma de vestir sovint marcaven tendència.

## Etimologia
La paraula Oiran deriva de la frase japonesa oira no tokoro no nesan, que es tradueix com "la meva germana gran". Escrit en Kanji, la paraula està formada per dos caràcters 花, que significa "flor", i 魁 que significa "dirigent" o "primer". Tècnicament només les prostitutes de classe alta de Yoshiwara rebien el nom d'Oiran.

## Història

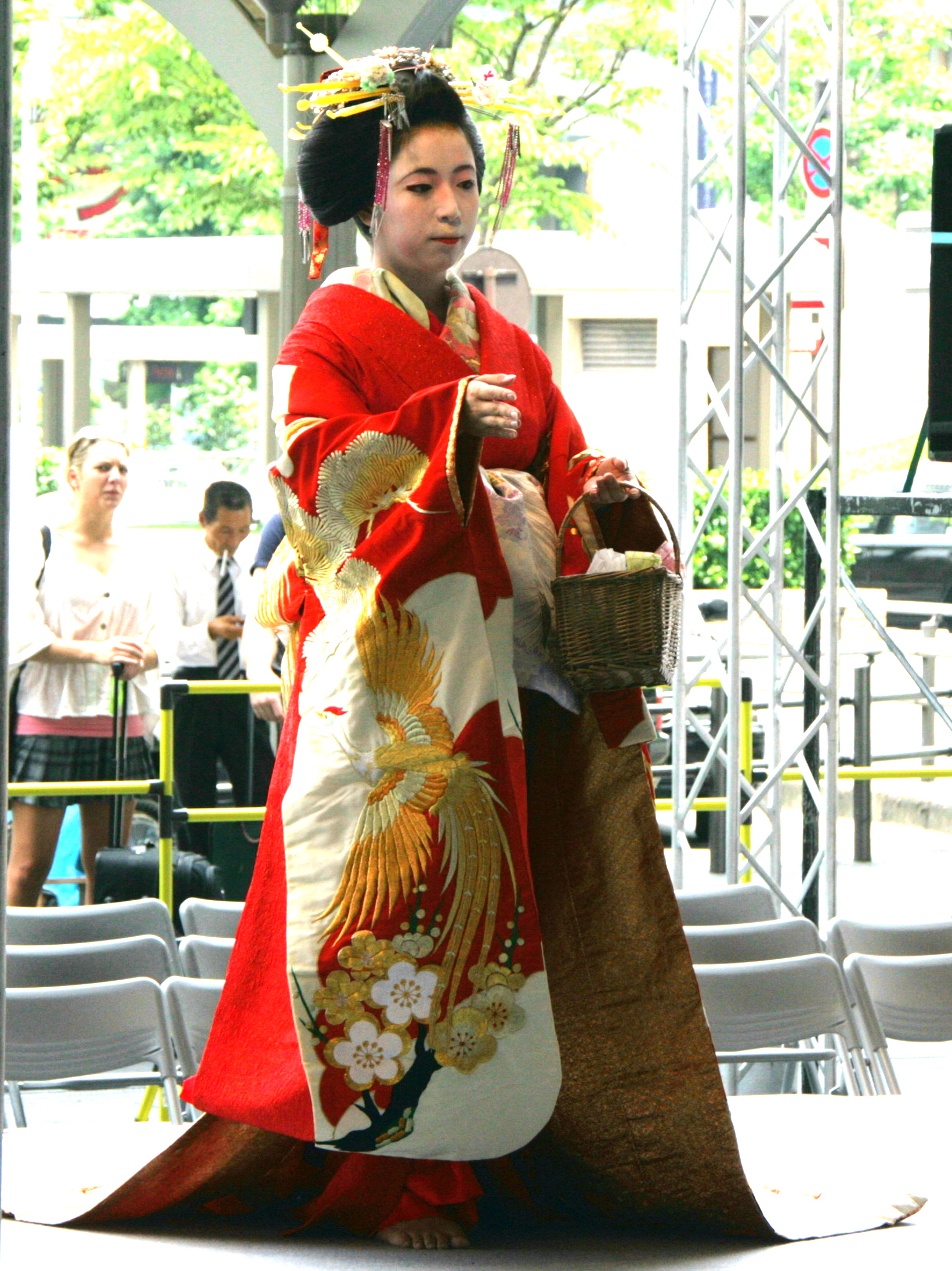
Una actual Tayü, aprenenta de Shimabara, Kyoto.

### Ascens i prominència
La cultura cortesana va sorgir durant els primers anys del Període Edo (1600 - 1868). Durant aquest període, les lleis van restringir els bordells a districtes del plaer (els yukaku), els quals es trobàven envoltats per muralles i a certa distància de la ciutat. Tot i que hi havien molts d'aquests districtes, els tres més importants eren el de Shimabara a Kyoto, el districte de Shinmachi a Osaka i el de Yoshiwara a Edo (ciutat actualment anomenada Tokyo). Aquests van créixer ràpidament i oferien tota mena de diversió, incloent sopars, actuacions lliures i desfilades i festivals freqüents.

### Estatus social
Comparades amb les yujo (prostitutes), l'atracció primària de les quals eren els seus favors sexuals, les oiran eren, davant de tot, artistes. Per tal de poder esdevenir una oiran, una dona havia de rebre formació en una sèrie d'habilitats, incloent la cerimònia del te, la Ikebana (arranjament floral japonès) i cal·ligrafia. L'oiran també havia d'aprendre a tocar el koto, el shakuhachi, el tsuzumi i el shamisen. També havien de saber llegir bé i havien de tenir la capacitat per conversar i escriure amb enginy i elegància.
Dins dels districtes de plaer, el prestigi d'una cortesana es basava en la seva bellesa, caràcter, educació i habilitat artística, més que el seu naixement.
La posició més alta per una cortesana era la Tayu, seguida de la Koshi. A diferència d'una prostituta comuna, la Tayu tenía el prestigi suficient com per poder-se permetre rebutjar clients. El seu alt rang també feia que els seus serveis fossin extremadament cars- el cost per un vespre era l'equivalent a un intermedi d'entre el sou mensual d'un peó i el sou anual d'un ajudant de botiga.
A l'any 1761, la última Tayu de Yoshiwara es va retirar, marcant la fi de les posicions de Tayu i Koshi en aquell districte del plaer. Per tant, la paraula Oiran va aparèixer a Yoshiwara com un terme educat d'adreça per a qualsevol dona cortesana.

### Decadència
L'aïllament dels districtes de plaer va provocar que les Oiran esdevinguessin ritualitzades de moltes maneres i cada cop es van veure més aïllades de la societat canviant. El seu comportament estava gobernat per una estricta etiqueta. El seu discurs va conservar els estàndards més formals que la llengua comuna. Els visitants casuals eren rebutjats, els clients només eren acceptats per mitjà de les referències de les cases de tè, i només a hores convingudes, el que va fer que augmentés el cost. Quan els vestits i els estils de pentinat esdeveníen més senzills, els de les Oiran van esdevenir més i més ornats, culminant amb un estil amb vuit o més passadors al cabell i moltes capes altament ornamentades de Kimonos. 
L'augment de les Geishes va posar fi a l'era de les Oiran. Una Geisha, en un principi, era una artista que oferia un rerefons per les cortesanes, i el seu vestit i pentinat refrenat va estar elaborat amb la intenció d'impedir-los compentir amb les Oiran. No obstant, aquesta restricció va ser entesa com quelcom modern, i la seva relativa falta de formalitat s'entenia com apropament cap als seus clients. El tipus de diversió que oferien s'acostava més als gustos del ciutadà mitjà i, el més important, els seus serveis eren més econòmics que els de les Oiran. Cap a finals del segle xix, les Geishes ja havien reemplaçat a les Oiran com a companyes d'elecció pels homes japonesos més rics.

Les Oiran continuàven rebent clients en els vells districtes del plaer, però ja no es trobàven a la capdavantera de la moda. Durant la Segona Guerra Mundial, qualsevol espectacte de luxe va ser restringit, la cultura cortesana va patir. Les lleis anti-prostitució de l'any 1958 van donar el cop final.

## Les Oiran avui en dia
Avui en dia, hi ha Tayu que entretenen com les Geishas, però ja no ofereixen sexe. Tanmateix, queden menys de cinc Tayu, en comparació amb les tres-centes Geishes a Kyoto. La resta de Tayu es localitzen a Shimabara, el qual va perdre el seu estat oficial com a hanamachi durant el segle xx. Les poques Oiran que actualment practiquen les arts del Tayu (obviant l'aspecte sexual), es dediquen a la preservació del patrimoni cultural més que com a professió o estil de vida.

### Desfilada cortesana

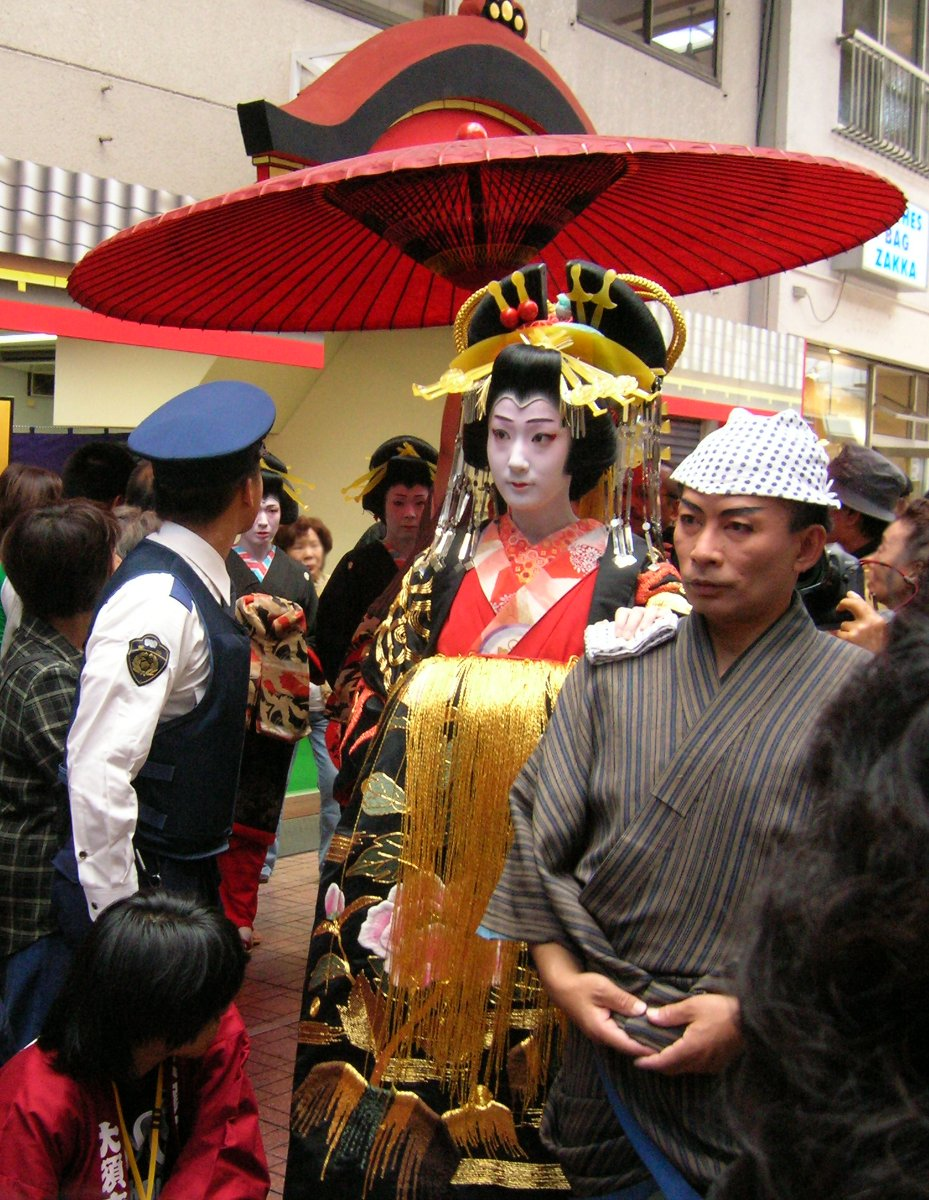
Desfilada de Oiran a Ōsu, Nagoya

El Bunsui Sakura Matsuri Oiran Dochu és un esdeveniment gratuït celebrat a Tsubame, Niigata. Dochu és la forma escurçada d'Oiran-dochu, que també és el nom del passeig que les cortesanes més importants feien al voltant del barri o la desfilada que feien per escortar els seus convidats. Aquesta desfilada presenta tres Oiran en tota la seva esplendor -Shinano, Sakura i Bunsui- seguides d'aproximadament 70 criats. Cada oiran, amb geta de 15 cm desfila amb el seu posat característic, donant a la processó un nom alternatiu, la Desfilada de Somni d'Echigo (Echigo no yume-dochu). L'esdeveniment és extremadament popular a través del país, amb moltes persones del Japó que volen fer el paper de les tres oiran i els criats.
El Festival d'Intèrprets Osu al Carrer és un esdeveniment que té lloc a la rodalia del Temple Osu Kannon a Nagoya, a principis d'octubre. El punt destacat d'aquest festival de dos dies és la processó lenta d'Oiran a través del centre comercial de l'Osu Kannon. Milers d'espectadors omplen els carrers comercials per aconseguir fotografiar a les Oiran, els seus guardaespatlles i les seves aprenentes (dones joves amb un distintiu kimono vermell, pintura blanca a la cara i el cabell llarg negre, com les sacerdotesses Shinto)
Una altra Desfilada d'Oiran se celebra a Shinagawa, entre Minami-Sinagawa i Aomono Yokocho, durant el mes de setembre.

## Biografia
- Abinder, Paul (ed.): The Women of the Pleasure Quarter: Japanese Paintings and Prints of the Floating World. New York: Hudson Hills Press, 1995. 47-66. Print.
- Dalby, Liza Crihfield: Courtesan and Geisha: The Real Women of the Pleasure Quarter.
- DeBecker, J.E (1971): The Nightless City or The History of the Yoshiwara Yukwaku.
- Hickey, Gary: Beauty and Desire in Edo Period Japan. New York: National Gallery of Australia, 1998. Print.
- Longstreet, Stephen and Ethel (1970): Yoshiwara: The Pleasure Quarters of Old Tokyo.
- Seigle, Cecilia Segawa: Yoshiwara: The Glittering World of the Japanese Courtesan. University of Hawaii Press, 1993. Print.
- Swinton, Elizabeth de Sabato: Reflections on the Floating World.